# La Cinquième Victime
Pour les articles homonymes, voir While the City Sleeps.
Pour plus de détails, voir Fiche technique et Distribution.
La Cinquième Victime (titre original : While the City Sleeps) est un film américain réalisé par Fritz Lang et sorti en 1956.

## Synopsis
Alors que le « tueur au rouge à lèvres » terrorise la ville, Walter Kyne, nouveau patron d'un grand journal, propose un poste à haute responsabilité à celui de ses trois chefs de service qui le confondra. Pour y parvenir, le meilleur journaliste de l'un d'entre eux envisage d'utiliser sa compagne comme appât...

## Fiche technique
- Titre : La Cinquième Victime
- Titre original : While the City Sleeps
- Réalisation : Fritz Lang
- Scénario : Casey Robinson, d'après le roman The Bloody Spur de Charles Einstein
- Production : Bert E. Friedlob
- Société de production : Thor Productions Inc.
- Musique : Herschel Burke Gilbert
- Photographie : Ernest Laszlo
- Montage : Gene Fowler Jr.
- Directeur artistique : Carroll Clark
- Costumes : Norma Koch
- Pays de production :  États-Unis
- Format : Noir et blanc - 2.00:1 - Son : mono
- Durée : 100 minutes
- Genre : Film noir
- Dates de sortie :
  - États-Unis : 16 mai 1956 (première)
  - États-Unis : 30 mai 1956
  - France : 10 septembre 2003 (re-sortie)

## Distribution
- Dana Andrews (VF : Jean-Claude Michel) : Edward Mobley
- Rhonda Fleming (VF : Jacqueline Ferrière) : Dorothy Kyne
- George Sanders (VF : Pierre Asso) : Mark Loving
- Howard Duff (VF : Jacques Beauchey) : Le lieutenant Burt Kaufman
- Thomas Mitchell (VF : Jean Brochard) : John Day Griffith
- Vincent Price (VF : Georges Aminel) : Walter Kyne
- Sally Forrest (VF : Nicole Favart) : Nancy Liggett
- John Drew Barrymore : Robert Manners, le tueur au rouge à lèvres (et à sa maman)
- James Craig (VF : Raymond Loyer) : Harry « Honest » Kritzer
- Ida Lupino (VF : Nadine Alari) : Mildred Donner
- Robert Warwick (VF : Jacques Berlioz) : Amos Kyne
- Mae Marsh (VF : Lita Recio) : Mme Manners
- Ralph Peters : Gerald Meade
- Sandy White : Judith Felton
- Larry J. Blake (VF : Jean Berton) : Tim
- Vladimir Sokoloff : George « Pop » Pilski
- Celia Lovsky (VF : Mony Dalmès) : Mlle Dodd
- Leonard Carey (non crédité) : Steven, le majordome de Walter Kyne

## Accueil
Le film a 90% de critiques positives basées sur 21 critiques sur Rotten Tomatoes avec une moyenne de 7,8/10. Le score d'audience est de 66%, basé sur plus de 500 critiques.